# Europa di notte
Europa di notte è un film italiano del 1958 diretto da Alessandro Blasetti.

## Trama
Uno spettacolo televisivo, mandato in onda a Roma, Parigi e Bruxelles, apre una scorribanda notturna attraverso i tabarin e i locali alla moda delle principali città d'Europa. Londra, Parigi, Vienna, Madrid sono le tappe più importanti di questo viaggio, i cui episodi sono costituiti da vari “numeri” eseguiti dai più celebri artisti e dai più noti complessi di varietà di fama internazionale. Balletti, spogliarelli, canzoni, giochi di prestigio si succedono e si alternano, finché le prime luci dell'alba mettono termine alla rassegna.

## Produzione
Così il regista descrisse il film: «Questa volta me ne uscivo addirittura con l'assurdo: una frantumazione ancora più provocante del racconto unico, uno spezzatino di documentari ammucchiati in chissà quale guazzabuglio e in chissà quale padellone filmico. Proponevo niente di meno che lo spettacolo-documento, documento - in quel caso - dei più validi e rari numeri d'arte varia, a volte prodigiosi, che si producevano ancora brillantemente a quei tempi, 1956, da Madrid a Parigi, da Berlino a Londra e di cui in breve volgere di anni non sarebbe rimasta traccia».

## Distribuzione
Uscito nelle sale italiane il 26 febbraio 1959, ottenne un ottimo successo commerciale. Per questo motivo, alcuni produttori decisero di emulare il genere, dando vita a una serie di "cloni".
Non esistono versioni home video di Europa di notte. La pellicola è stata trasmessa, in tarda serata, in alcuni emittenti televisive locali.

## Accoglienza
Considerato come il lungometraggio che ha fatto nascere i cosiddetti mondo movie, è ritenuto, generalmente, dalla critica un buon lavoro. A tal proposito, Morando Morandini, nel suo dizionario omonimo, giudica l'opera di Blasetti positivamente («un documentario che fa spettacolo sullo spettacolo»).

## Riconoscimenti
- Nastri d'argento 1960:
  - Migliore fotografia a colori